# 奥村五百子

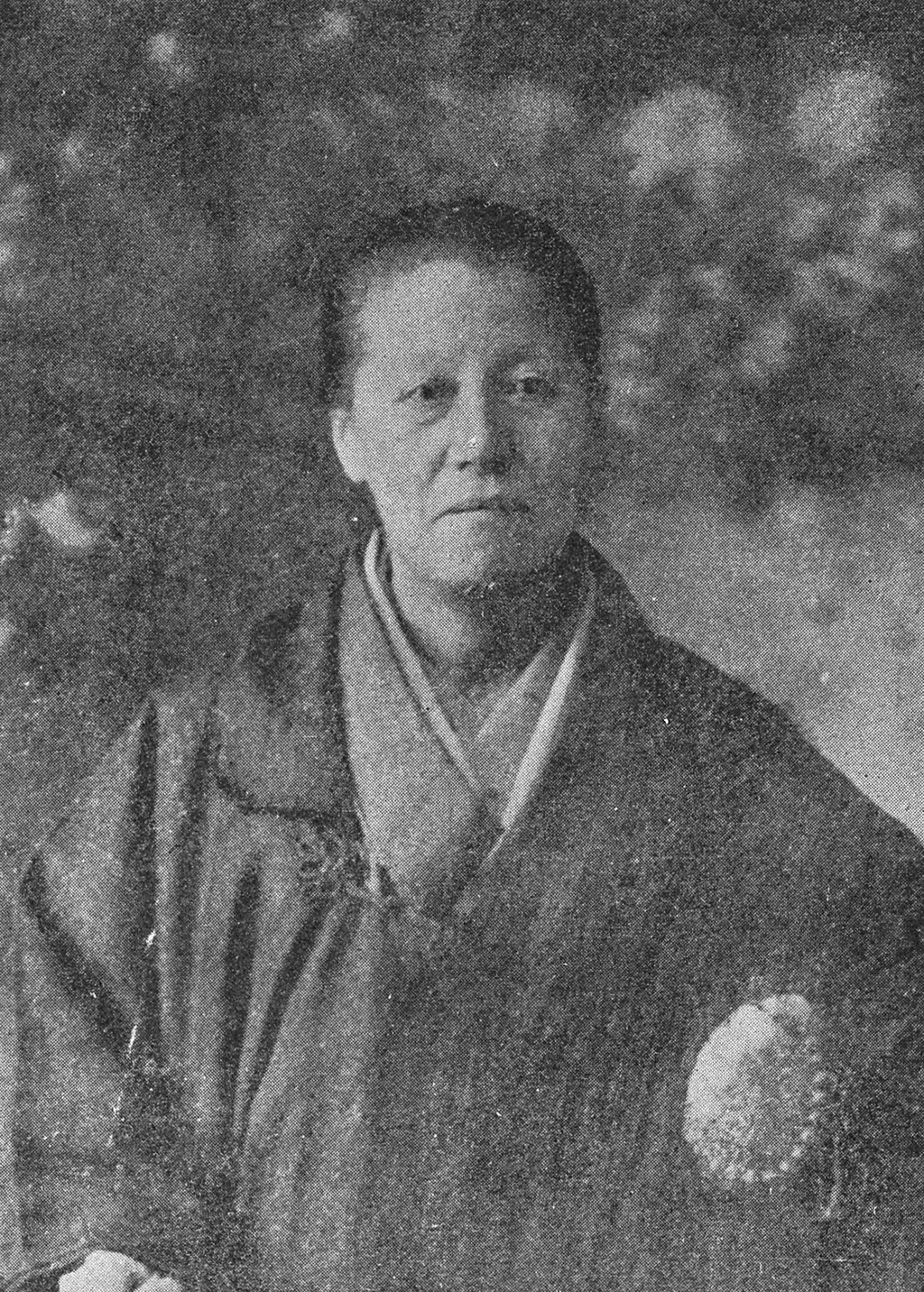
奥村五百子

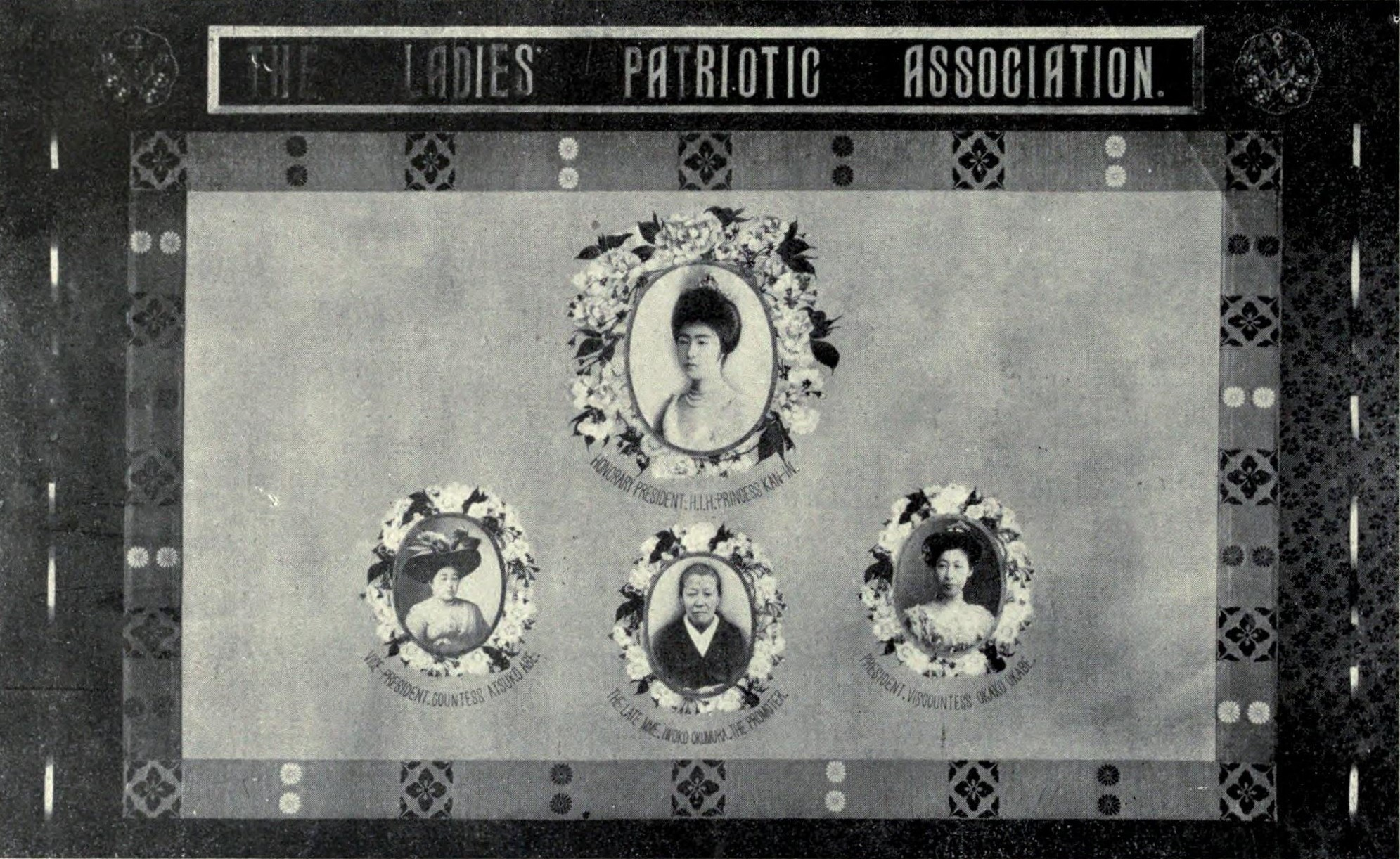
愛国婦人会の肖像写真（中下）1910年。上は総裁の閑院宮載仁親王妃智恵子、右は会長の岡部坻子（子爵岡部長職妻）、左は副会長の阿部篤子（伯爵阿部正桓妻）

奥村 五百子（おくむら いおこ、弘化2年5月3日（1845年6月7日）‐ 明治40年（1907年）2月7日）は、幕末・明治期の社会運動家。愛国婦人会の創設者。

## 経歴
肥前国唐津出身。父は真宗大谷派釜山海高徳寺の住職・奥村了寛（二条寛斎の妾腹の子）で、父の影響を受けて尊王攘夷運動に参加、文久2年（1862年）には男装の姿で長州藩への密使を務めたこともあった。同じ宗派の福成寺の住職・大友法忍に嫁ぐが死別、続いて水戸藩出身の志士の鯉淵彦五郎と再婚するが離婚する（征韓論を巡る意見対立が理由とされる）。
離婚後、唐津開港に奔走する傍ら朝鮮半島に渡って明治29年（1896年）、光州にて実業学校を創設、半島への浄土真宗布教のために渡った兄・奥村円心を助けた。北清事変後の現地視察をきっかけに女性による兵士慰問と救護や、遺族支援が必要と考え、1901年に近衛篤麿・小笠原長生や華族婦人らの支援を受けて愛国婦人会を創設する。以後、会のために日本全国で講演活動を行い、日露戦争時には病身を押して献金運動への女性の参加を呼びかけ、戦地慰問に努めた。

## 栄典
- 1906年（明治39年）4月1日 - 勲六等宝冠章[4]

## 参照
1. ↑  「去華就実」と郷土の先覚者たち 第13回　奥村五百子　（上）
2. ↑  『類聚伝記大日本史 第15巻』雄山閣出版、1981年、p.257。
3. ↑  「去華就実」と郷土の先覚者たち 第14回　奥村五百子　（下）
4. ↑  『官報』第7639号、「叙任及辞令」1908年12月11日。